# (30051) Jihopark
(30051) Jihopark est un astéroïde de la ceinture principale d'astéroïdes.

## Description
(30051) Jihopark est un astéroïde de la ceinture principale d'astéroïdes. Il fut découvert le 8 mars 2000 à Socorro (Nouveau-Mexique) par le projet LINEAR. Il présente une orbite caractérisée par un demi-grand axe de 3,04 UA, une excentricité de 0,10 et une inclinaison de 3,6° par rapport à l'écliptique.

## Compléments